# Ана Сесилія Гервасі
Пані Ана Сесілія Гервасі Діас (англ. Ana Cecilia Gervasi; 1 грудня 1966 — 8 вересня 2024) — перуанська дипломатка, міністр закордонних справ Перу з 10 грудня 2022 року.

## Життєпис
Вона здобула ступінь юриста в Папському Католицькому університеті Перу та ступінь аспіранта з міжнародних відносин і дипломатії в Дипломатичній академії Перу. Також має ступінь магістра з міжнародних відносин Лондонської школи економіки, спеціалізувалася на багатосторонній дипломатії в Інституті міжнародних досліджень і розвитку в Женеві та закінчила докторантуру в Університеті Буенос-Айреса.
Працювала генеральним директором з економічних питань, економічного сприяння та сприяння інвестиціям у Міністерстві закордонних справ Перу. Вона також була генеральним консулом Перу в Торонто і Вашингтоні, округ Колумбія, а також радником і представником Перу в Організації Об'єднаних Націй в Нью-Йорку і Женеві, а також у Світовій організації торгівлі. Була заступником міністра зовнішньої торгівлі, а потім призначена заступником міністра закордонних справ у серпні 2022 року.
Вона була призначена міністром закордонних справ у складі нового кабінету президента Діни Болуарте 10 грудня 2022 року після арешту та імпічменту Педро Кастільйо. Жоден із 17 призначених міністрів не є членом політичної партії з будь-якими місцями в Конгресі. 13 грудня вона викликала послів Мексики, Болівії, Аргентини та Колумбії після того, як їхні уряди підписали спільне комюніке, в якому висловлювали стурбованість звільненням і арештом Кастільйо.